# Gerichtsbezirk Lischau
Der Gerichtsbezirk Lischau (tschechisch: soudní okres Lišov) war ein dem Bezirksgericht Lischau unterstehender Gerichtsbezirk im Kronland Böhmen. Er umfasste Gebiete im Süden Böhmens im Okres České Budějovice. Zentrum des Gerichtsbezirks war die Stadt Lišov (deutsch: Lischau). Das Gebiet gehörte seit 1918 zur neu gegründeten Tschechoslowakei und ist seit 1991 Teil der Tschechischen Republik.

## Geschichte
Die ursprüngliche Patrimonialgerichtsbarkeit wurde im Kaisertum Österreich nach den Revolutionsjahren 1848/49 aufgehoben. An ihre Stelle traten die Bezirks-, Landes- und Oberlandesgerichte, die nach den Grundzügen des Justizministers geplant und deren Schaffung am 6. Juli 1849 von Kaiser Franz Joseph I. genehmigt wurde. Der Gerichtsbezirk Lischau gehörte zunächst zum Kreis Budweis und umfasste 1854 die 17 Katastralgemeinden Dunjaic, Hurek, Hurr, Ledenic, Libin, Libinic, Lischau, Obermilletin, Oberslowenic, Slaboschowic, Stěpanowic, Třebotowic, Untermilletin, Unterslowenic, Welechwin, Wlkowic und Zwikow. Der Gerichtsbezirk Lischau bildete im Zuge der Trennung der politischen von der judikativen Verwaltung ab 1868 gemeinsam mit den Gerichtsbezirken Budweis (Budějovice), Frauenberg (Hluboká) und Schweinitz (Trhové Sviny) den Bezirk Budweis.
Im Gerichtsbezirk Lischau lebten 1869 11.000 Menschen, 1900 waren es 11.083 Personen. Der Gerichtsbezirk Lischau wies 1910 eine Bevölkerung von 11.801 Personen auf, von denen 11.726 Tschechisch und 60 Deutsch als Umgangssprache angaben. Im Gerichtsbezirk lebten zudem 15 Anderssprachige oder Staatsfremde.
Durch die Grenzbestimmungen des am 10. September 1919 abgeschlossenen Vertrages von Saint-Germain kam der Gerichtsbezirk Lischau vollständig zur neugegründeten Tschechoslowakei, wobei die Gerichtseinteilung bis 1938 im Wesentlichen bestehen blieb. Nach dem Münchner Abkommen wurde das Gebiet dem Protektorat Böhmen und Mähren zugeschlagen und wurde nach dem Zweiten Weltkrieg Teil des Okres České Budějovice, zu dem es bis heute gehört. Nachdem die Bezirksbehörden im Zuge einer Verwaltungsreform 2003 ihre Verwaltungskompetenzen verloren, werden diese von den Gemeinden bzw. dem Jihočeský kraj wahrgenommen, zu dem das Gebiet um Lišov seit Beginn des 21. Jahrhunderts mit anderen Bezirken zusammengefasst wurde.

## Gerichtssprengel
Der Gerichtssprengel umfasste Ende 1914 die 19 Gemeinden Dunjaice (Dunajitz), Hůrky (Hurek), Hůry (Hurr), Jivno (Jiwno), Ledenice (Ledenitz), Lewin (Lewin), Libín (Libin), Libníč (Libnitsch), Lišov (Lischau), Horní Slověnice (Oberslowenitz), Slavošovice (Slaboschowitz), Štěpánovice (Stepanowitz), Třebotovice (Trebotowitz), Dolní Slověnice (Unterslowenitz), Velechvín (Welechwin), Vlkovice (Wlkowitz), Oselné (Woselno), Zalině (Zalin) und Zvíkov (Zwikow).